# Dimo Bojčev
Dimo Bojčev (Ičera, Kotlensko, 1878.), bugarski skladatelj i glazbeni pedagog. Studirao je u Rusiji, zatim učiteljevao po Bugarskoj od 1896. do 1935. godine. Osnivao je dječja zborna društva, te napisao niz vrijednih djela iz područja dječje glazbene književnosti i glazbeno-metodičke pedagogije.